# Liparis nutans
Liparis nutans là một loài thực vật có hoa trong họ Lan. Loài này được (Ames) Ames mô tả khoa học đầu tiên năm 1915.

## Hình ảnh

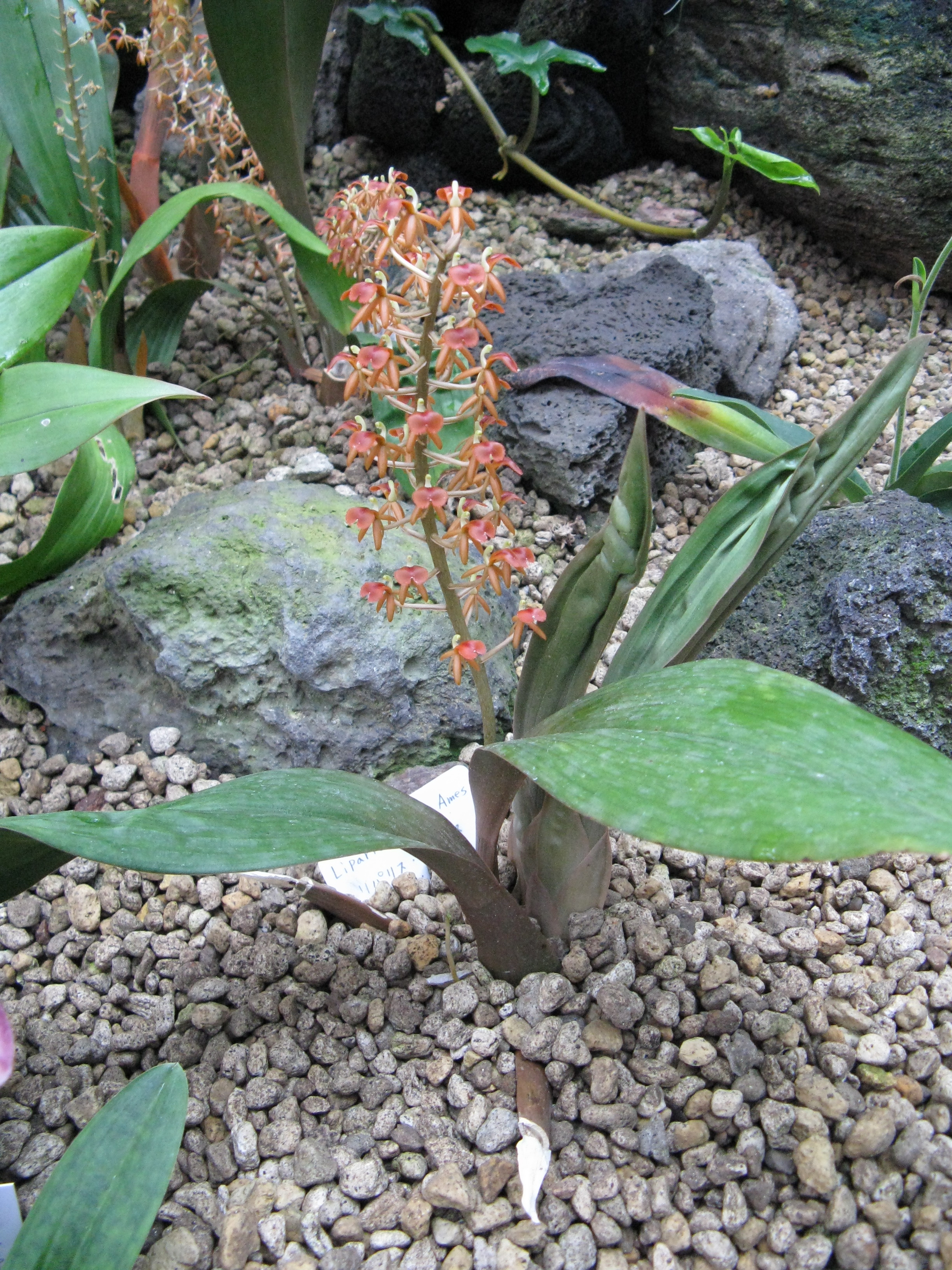